# José Cevallos Enríquez
José Cevallos Jr. (Guayaquil, Ecuador; 18 de enero de 1995) es un futbolista ecuatoriano. Juega como centrocampista y su equipo actual es Emelec de la Serie A de Ecuador.

## Trayectoria
Luego de en breve paso en el Barcelona Sporting Club. de la ciudad de Guayaquil, José Francisco Cevallos jugó hasta la sub-12 en el club Panamá de la misma ciudad. 
En el 2008, a sus 13 años, pasó a Liga Deportiva Universitaria ya que su padre José Francisco Cevallos fue contratado por aquel equipo. Su primer gol en la Serie A de Ecuador lo hizo el 6 de febrero de 2011, frente al exequipo de su padre, el Barcelona, al final del partido LDU venció por goleada al Barcelona por 3 a 0.
El 21 de enero de 2013 fue traspasado a la Juventus de Italia por un préstamo de un año con opción a compra.
A mediados de la temporada 2014 regresó a Liga Deportiva Universitaria.
Para el año 2018 fichó por el K. S. C. Lokeren de la Jupiler Pro League de Bélgica.
El 6 de agosto de 2019 se hizo oficial su incorporación al Portimonense Sporting Clube como cedido por una temporada con opción de compra.
El 9 de enero de 2020 se anunció el fichaje del jugador a Emelec, adquiriendo el 100% de sus derechos deportivos. Dejó el club al terminar su contrato a finales de 2023.
El 7 de febrero de 2024 firmó con el F. C. Aktobe de la Primera División de Kazajistán.

## Vida personal
Es hijo del exfutbolista, dirigente deportivo y político ecuatoriano José Francisco Cevallos. Su hermano José Gabriel, también es futbolista.

## Selección nacional

### Categorías inferiores
También constó en la lista por la selección sub-17 por un buen rendimiento en el campeonato local, convirtió 2 goles a Brasil y uno al equipo de Argentina.
Fue integrante de la selección ecuatoriana que disputó la Copa Mundial Sub-17 de la FIFA en la que convirtió dos goles ayudando a que Ecuador clasifique hasta octavos de final.

#### Participaciones en Sudamericanos
| Campeonato                  | Sede      | Resultado    | Partidos | Goles |
| --------------------------- | --------- | ------------ | -------- | ----- |
| Sudamericano Sub-17 de 2011 | Ecuador   | Cuarto lugar | 7        | 3     |
| Sudamericano Sub-20 de 2013 | Argentina | Sexto lugar  | 7        | 1     |
| Sudamericano Sub-20 de 2015 | Uruguay   | Primera fase | 4        | 4     |

#### Participaciones en Copas del Mundo
| Campeonato                  | Sede   | Resultado        | Partidos | Goles |
| --------------------------- | ------ | ---------------- | -------- | ----- |
| Copa Mundial Sub-17 de 2011 | México | Octavos de final | 4        | 2     |

### Selección absoluta
El 21 de agosto de 2017 fue convocado por entrenador Jorge Célico para los partidos de clasificación a la Copa Mundial de Fútbol de 2018 contra Chile y Argentina.

#### Participaciones en eliminatorias
| Eliminatorias      | Sede            | Resultado    | Partidos | Goles |
| ------------------ | --------------- | ------------ | -------- | ----- |
| Eliminatorias 2018 | América del Sur | No clasificó | 1        | 0     |

### Partidos internacionales
Actualizado al último partido jugado el 16 de octubre de 2018.
| \| N.° \| Fecha \| Ciudad \| Rival \| Resultado \| Resultado \| Competencia \| \| --- \| --------------------- \| --------- \| ----------------- \| --------- \| --------- \| ------------------------------------ \| \| 1. \| 22 de febrero de 2017 \| Guayaquil \| Honduras \| 3-1 \| Victoria \| Amistoso \| \| 2. \| 26 de julio de 2017 \| Guayaquil \| Trinidad y Tobago \| 3-1 \| Victoria \| Amistoso \| \| 3. \| 10 de octubre de 2017 \| Quito \| Argentina \| 1-3 \| Derrota \| Eliminatorias al Mundial Russia 2018 \| \| 4. \| 12 de octubre de 2018 \| Doha \| Catar \| 3-4 \| Derrota \| Amistoso \| \| 5. \| 16 de octubre de 2018 \| Doha \| Omán \| 0-0 \| Empate \| Amistoso \| |                       |           |                   |           |           |                                      |
| N.° | Fecha                 | Ciudad    | Rival             | Resultado | Resultado | Competencia                          |
| 1. | 22 de febrero de 2017 | Guayaquil | Honduras          | 3-1       | Victoria  | Amistoso                             |
| 2. | 26 de julio de 2017   | Guayaquil | Trinidad y Tobago | 3-1       | Victoria  | Amistoso                             |
| 3. | 10 de octubre de 2017 | Quito     | Argentina         | 1-3       | Derrota   | Eliminatorias al Mundial Russia 2018 |
| 4. | 12 de octubre de 2018 | Doha      | Catar             | 3-4       | Derrota   | Amistoso                             |
| 5. | 16 de octubre de 2018 | Doha      | Omán              | 0-0       | Empate    | Amistoso                             |

### Goles internacionales
| \| N.° \| Fecha \| Lugar \| Rival \| Gol \| Resultado \| Resultado \| Competición \| \| --- \| --------------------- \| ------------------------------------------ \| -------- \| --- \| --------- \| --------- \| ----------- \| \| 1. \| 22 de febrero de 2017 \| Estadio George Capwell, Guayaquil, Ecuador \| Honduras \| 3–1 \| 3–1 \| Victoria \| Amistoso \| \| 2. \| 12 de octubre de 2018 \| Estadio Jassim bin Hamad, Doha, Catar \| Catar \| 3–4 \| 3–4 \| Derrota \| Amistoso \| |                       |                                            |          |     |           |           |             |
| N.° | Fecha                 | Lugar                                      | Rival    | Gol | Resultado | Resultado | Competición |
| 1. | 22 de febrero de 2017 | Estadio George Capwell, Guayaquil, Ecuador | Honduras | 3–1 | 3–1       | Victoria  | Amistoso    |
| 2. | 12 de octubre de 2018 | Estadio Jassim bin Hamad, Doha, Catar      | Catar    | 3–4 | 3–4       | Derrota   | Amistoso    |

## Estadísticas

### Clubes
Actualizado al último partido jugado el 17 de agosto de 2025.
| Club                                   | Div.                | Temporada           | Liga  | Liga  | Copas nacionales | Copas nacionales | Copas internacionales | Copas internacionales | Total | Total |
| Club                                   | Div.                | Temporada           | Part. | Goles | Part.            | Goles            | Part.                 | Goles                 | Part. | Goles |
| -------------------------------------- | ------------------- | ------------------- | ----- | ----- | ---------------- | ---------------- | --------------------- | --------------------- | ----- | ----- |
| Liga Deportiva Universitaria · Ecuador | 1.ª                 | 2011                | 10    | 1     | -                | -                | 1                     | 0                     | 11    | 1     |
| Liga Deportiva Universitaria · Ecuador | 1.ª                 | 2012                | 35    | 8     | -                | -                | 0                     | 0                     | 35    | 8     |
| Liga Deportiva Universitaria · Ecuador | 1.ª                 | 2014                | 19    | 0     | -                | -                | 0                     | 0                     | 19    | 0     |
| Liga Deportiva Universitaria · Ecuador | 1.ª                 | 2015                | 44    | 12    | -                | -                | 6                     | 0                     | 50    | 12    |
| Liga Deportiva Universitaria · Ecuador | 1.ª                 | 2016                | 40    | 10    | -                | -                | 5                     | 2                     | 45    | 12    |
| Liga Deportiva Universitaria · Ecuador | 1.ª                 | 2017                | 37    | 8     | -                | -                | 4                     | 1                     | 41    | 9     |
| Liga Deportiva Universitaria · Ecuador | Total club          | Total club          | 185   | 39    | -                | -                | 16                    | 3                     | 201   | 42    |
| K. S. C. Lokeren · Bélgica             | 1.ª                 | 2017-18             | 16    | 7     | -                | -                | -                     | -                     | 16    | 7     |
| K. S. C. Lokeren · Bélgica             | 1.ª                 | 2018-19             | 24    | 4     | 2                | 1                | -                     | -                     | 26    | 5     |
| K. S. C. Lokeren · Bélgica             | Total club          | Total club          | 40    | 11    | 2                | 1                | -                     | -                     | 42    | 12    |
| Portimonense S. C. Portugal            | 1.ª                 | 2019                | 7     | 0     | 2                | 0                | -                     | -                     | 9     | 0     |
| Portimonense S. C. Portugal            | Total club          | Total club          | 7     | 0     | 2                | 0                | -                     | -                     | 9     | 0     |
| C. S. Emelec · Ecuador                 | 1.ª                 | 2020                | 30    | 13    | -                | -                | 4                     | 1                     | 34    | 14    |
| C. S. Emelec · Ecuador                 | 1.ª                 | 2021                | 26    | 6     | 1                | 0                | 5                     | 1                     | 32    | 7     |
| C. S. Emelec · Ecuador                 | 1.ª                 | 2022                | 25    | 6     | 1                | 0                | 7                     | 1                     | 33    | 7     |
| C. S. Emelec · Ecuador                 | 1.ª                 | 2023                | 25    | 3     | 0                | 0                | 11                    | 1                     | 36    | 4     |
| F. C. Aktobe · Kazajistán              | 1.ª                 | 2024                | 18    | 2     | 5                | 2                | 2                     | 0                     | 25    | 4     |
| F. C. Aktobe · Kazajistán              | Total club          | Total club          | 18    | 2     | 5                | 2                | 2                     | 0                     | 25    | 4     |
| El Nacional · Ecuador                  | 1.ª                 | 2025                | 13    | 1     | 1                | 0                | 4                     | 0                     | 18    | 1     |
| El Nacional · Ecuador                  | Total club          | Total club          | 13    | 1     | 1                | 0                | 4                     | 0                     | 18    | 1     |
| C. S. Emelec · Ecuador                 | 1.ª                 | 2025                | 7     | 1     | 0                | 0                | -                     | -                     | 7     | 1     |
| C. S. Emelec · Ecuador                 | Total club          | Total club          | 113   | 29    | 2                | 0                | 27                    | 4                     | 142   | 33    |
| Total en su carrera                    | Total en su carrera | Total en su carrera | 376   | 82    | 12               | 3                | 49                    | 7                     | 437   | 92    |
| 1. 2.                                  |                     |                     |       |       |                  |                  |                       |                       |       |       |

## Palmarés

### Campeonatos nacionales
| Título             | Club         | Año  |
| ------------------ | ------------ | ---- |
| Copa de Kazajistán | F. C. Aktobe | 2024 |